# Neosparton
Neosparton es un género botánico de plantas con flores con cuatro especies pertenecientes a la familia de las verbenáceas.
Es nativo del sur de Sudamérica.

## Especies
- Neosparton aphyllum (Gillies & Hook.) Kuntze (1898).
- Neosparton darwinii Benth. in G.Bentham & J.D.Hooker (1876).
- Neosparton ephedroides Griseb. (1874).
- Neosparton patagonicum Tronc. (1957).